# The World (jornal)
The World, fundada sob o nome de The Bantu World era um jornal diário de Joanesburgo, (África do Sul).
O jornal é conhecido por uma publicação em 1976, a foto, tirada pelo jornalista Sam Nzima, mostrando o corpo sem vida de Hector Pieterson. Esta foto, tirada no dia anterior do Levante de Soweto, tornou-se a imagem icônica da repressão do governo sul-africano e o apartheid.

## Evolução do jornal
- Bantu World (1932-1955)
- The World (1955-1977)
- The Post Transvaal (1978-1981)
- The Sowetan (1981-)